# Bria
Bria  este un oraș  în partea de est a Republicii Centrafricane. Este reședința prefecturii  Haute-Kotto.